# جان جی. مسکال
جان جی. مسکال (انگلیسی: John J. Mescall؛ ۱۰ ژانویهٔ ۱۸۹۹ – ۱۰ فوریهٔ ۱۹۶۲) یک فیلم‌بردار اهل ایالات متحده آمریکا بود. 

## فیلم‌شناسی
- جان فروشی
- وسوسه باشکوه
- رینو
- کیت کارسون
- ولتاژ بالا
- بیل سفیر کبیر
- راه بازگشت
- قایق نمایش